# Aegiochus francoisae
Aegiochus francoisae is een pissebed uit de familie Aegidae. De wetenschappelijke naam van de soort is voor het eerst geldig gepubliceerd in 1990 door Wetzer.